# Epiglaea apiata
Epiglaea apiata là một loài bướm đêm trong họ Noctuidae.